# 冠海龙
冠海龙（学名：Corythoichthys fasciatus）又稱黃帶冠海龙，为輻鰭魚綱棘背魚目海龍魚科冠海龙属的魚類。分布于非洲东岸、红海、印度、日本、菲律宾、印度尼西亚及中國东海、南海等海域。棲息深度可達25公尺，體長可達12公分，生活在珊瑚礁及岩礁區。